# Pithora
Pithora är en ort i Indien.   Den ligger i distriktet Mahasamund och delstaten Chhattisgarh, i den centrala delen av landet, 1 000 km sydost om huvudstaden New Delhi. Pithora ligger 301 meter över havet och antalet invånare är 7 592.
Terrängen runt Pithora är platt. Runt Pithora är det ganska tätbefolkat, med 179 invånare per kvadratkilometer. Det finns inga andra samhällen i närheten. Omgivningarna runt Pithora är en mosaik av jordbruksmark och naturlig växtlighet.